# Yuya Nagatomi
Yuya Nagatomi (født 30. juli 1982) er en tidligere japansk fodboldspiller.
Han har spillet for flere forskellige klubber i sin karriere, herunder Ehime FC og Kataller Toyama.